# Johnny Belinda (film din 1967)
Johnny Belinda este un film american de televiziune din 1967, regizat de Paul Bogart și Gary Nelson. Rolurile principale au fost interpretate de actorii Ian Bannen și David Carradine. Scenariul, scris de Allan Sloane, este bazat pe piesa de teatru omonimă montată pe Broadway în 1940, piesă scrisă de Elmer Blaney Harris. Filmările au avut loc în New York City.

## Distribuție
- Ian Bannen	- Dr. Jack Richardson
- David Carradine - Locky
- Mia Farrow - Belinda MacDonald
- Barry Sullivan - Black MacDonald
- Ruth White - Aggie MacDonald
- Jacques Aubuchon - Pacquet
- Carol Ann Daniels - Stella